# 湘江战役
湘江战役是第一次国共内战中，双方的一次战役。
1934年11月下旬，蒋介石调集25个师沿湘江构筑了对红一方面军“长征”的第四道封锁线。其中湖南的何键的湘军负责北段，广西白崇禧的桂军负责南段。何键要坚决消灭共军，而桂系则希望共军尽快通过以避免蒋介石的驱虎吞狼之计进入自己的地盘。中央军薛岳部在后围追。
11月18日，红军小股部队攻击南面广西省桂林市恭城县龙虎关。白崇禧11月21日则以此为借口大举回防，让开兴安县界首到全州的湘江防线。然而红军数日并无接近湘江。
11月23日，红军军委纵队一万多人进入道县到灌阳之间，此处距离湘江一百公里。但因携带大量辎重等原因行动迟缓。
11月26日，中央军周浑元部占领道县。
11月27日，红一军团前锋终于到达湘江渡口界首，因为没有桂军防守，遂立即占领。然而此时湘江防线的缺口终于没有了。蒋介石电报严令何键和白崇禧进攻。林彪指挥红一军团、彭德怀指挥红三军团（包括红4师）分别抵挡北部的何键的湘军和南面白崇禧的桂军。
何键出动4个师11个团全面进攻。11月28日湘军与红一军团在全州遭遇，湘军刘建绪部占领全州，红军于是无法从全州大渡口渡江，只有从南面界首小渡口渡江。白崇禧派出第七军3个师向南边彭德怀的红三军团进攻。其中北面红一军团仅在在觉山铺用阵地战硬顶着湘军的进攻就损失6000人。一位中共党史专家称：“林彪、聂荣臻指挥的红一军团在湘江战役中起了相当关键的作用。不然，中共中央和军委领导人就有可能被俘，中国革命也有可能在此失败。”南面红三军团也损失惨重，第18团被全歼，其余各团减员五成左右。
11月25日起，红一方面军分四个纵队，从界首、全州之间搭建浮桥缓慢渡过湘江。12月1日凌晨，因为南北都已经无力支撑，周恩来和博古决定放弃辎重轻装渡江，遭国军空军轰炸损失极大。后续部队因辎重过多，行动缓慢，未及时通过。
湘江战役之前中央红军因为部分当地士兵自行脱逃由10余万减员为8万。湘江战役之后锐减为4万余人。殿后的董振堂、陈云之红五军团损失过半，刘少奇、罗荣桓的红八军团和少共国际师于此役几乎覆没。位于新圩镇的红三军团第六师18团和担任全军后卫的红五军团三十四师，除少数幸存者外，全军覆没。

## 纪念

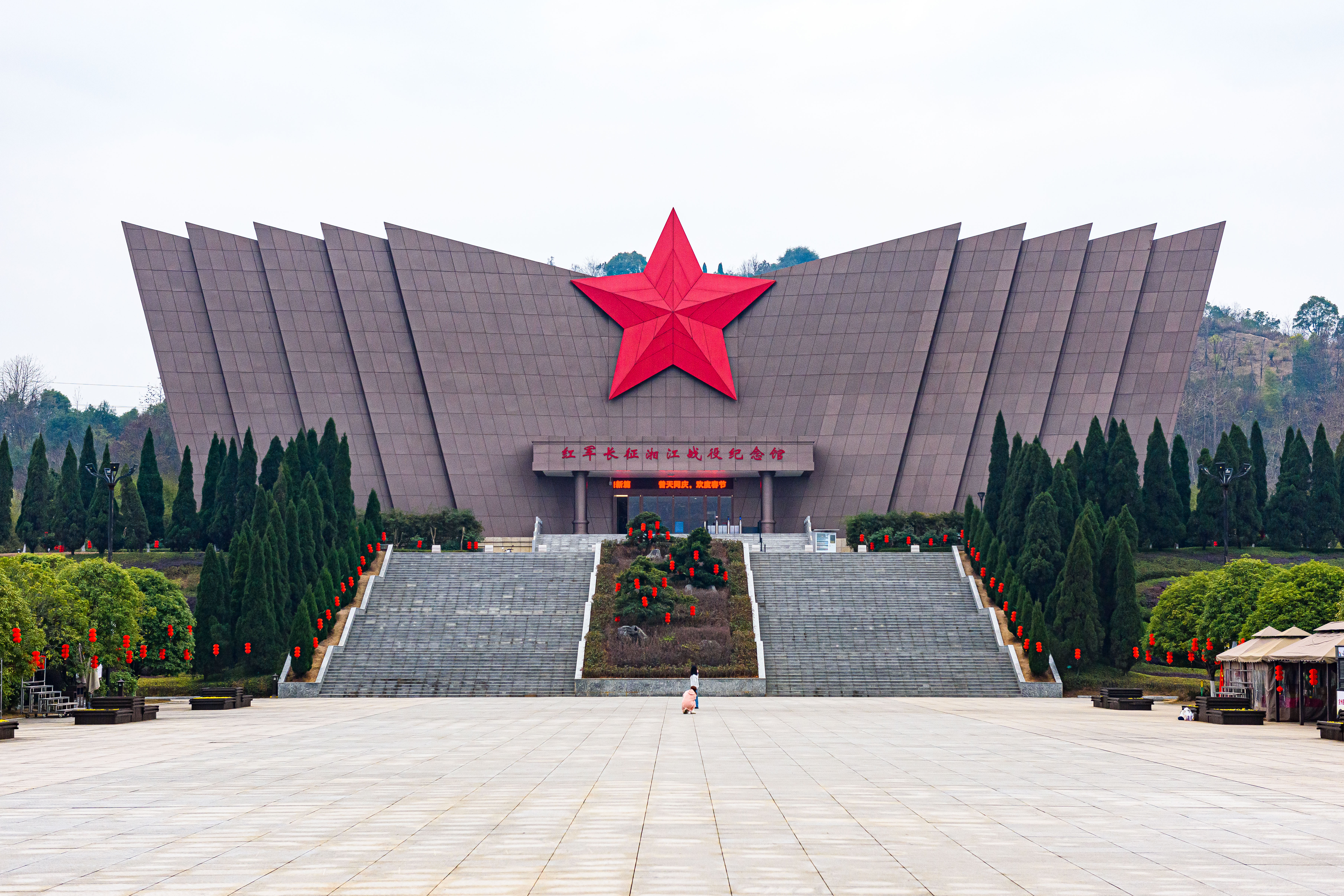
全州县才湾镇的红军长征湘江战役纪念馆

2014年11月25日，湘江战役纪念馆在兴安县湘江战役纪念公园（原兴安县红军长征突破湘江烈士纪念碑园）正式对外开放。
2019年9月12日，位于全州县才湾镇、兴安县、灌阳县的红军长征湘江战役纪念设施（“一园两馆”）正式落成。
2021年4月25日，中共中央总书记习近平前往全州县考察，在红军长征湘江战役纪念园向湘江战役红军烈士敬献花篮并参观红军长征湘江战役纪念馆。
截至2025年，湘江战役旧址涉及的全州、兴安、灌阳三县均建设有相关纪念设施，并称“三园三馆”。